# The Fox Hunt
The Fox Hunt är en amerikansk animerad kortfilm från 1931. Filmen ingår i Silly Symphonies-serien.

## Handling
Filmen utspelar sig en morgon på den engelska landsbygden och ett gäng jägare beger sig ut på rävjakt. Några av jägarna utsätter sina hästar för tunga belastningar, varpå en jägare blir avslängd från sin häst. Men tack vare en fallskärm som han gömt innanför kläderna landar han mjukt; dock inte på marken utan på en ko, som skrämd av sin oönskade passagerare börjar springa. Kon slänger av honom och han landar på gris som bökar i en lerpöl, som även den vill göra sig av med jägaren. 
Under jaktens gång har den lilla räven lyckats fly från jägarna såväl som jakthundarna, men när den till slut blir instängd i en ihålig stock får den hjälp att ta sig därifrån tack vare en skunk.

## Om filmen
Filmen är den första Silly Symphonies som baseras på ett enda musikstycke; A Hunt in the Black Forest från 1894.
Filmen är en nyinspelning av filmen The Fox Chase från 1928 med Kalle Kanin, som även kom att bli förebild för Kalle Anka på rävjakt 1938 med Kalle Anka och Långben.

## Rollista
- Richard Edwards – hästläten[2]